# Igor Udaly
Bản mẫu:Eastern Slavic name
Igor Alekseyevich Udaly (tiếng Nga: Игорь Алексеевич Удалый; sinh ngày 8 tháng 12 năm 1984) là một cầu thủ bóng đá người Nga. Anh thi đấu cho F.K. Anzhi Makhachkala.